# Шинтоцукава
Шинтоцукава (јап. 新十津川町) је варош у Јапану у префектури Хокаидо и субпрефектури Сорачи. Према попису становништва из 2016. у граду је живело 6.787 становника.
Године 1890., колонисти из Тоцукаве у префектури Префектура Нара населили земљу.

## Становништво
Према подацима са пописа, у граду је 2016. године живело 6.787 становника.

## Познати грађани
- Јошио Хачиро, политичар